# Cantón de Liévin-Sur
El cantón de Liévin-Sur era una división administrativa francesa, que estaba situada en el departamento de Paso de Calais y la región de Norte-Paso de Calais.

## Composición
El cantón estaba formado por dos comunas, más una fracción de la comuna que le daba su nombre:
- Angres
- Éleu-dit-Leauwette
- Liévin (fracción)

## Supresión del cantón de Liévin-Sur
En aplicación del Decreto n.º 2014-233 de 24 de febrero de 2014, el cantón de Liévin-Sur fue suprimido el 22 de marzo de 2015 y sus 3 comunas pasaron a formar parte; dos del nuevo cantón de Liévin y una del nuevo cantón de Bully-les-Mines.